# Witali Lilitschenko
Witali Dmitrijewitsch Lilitschenko (kasachisch Виталий Дмитриевич Лиличенко, * 13. Februar 1976) ist ein ehemaliger kasachischer Skilangläufer und Ski-Orientierungsläufer.

## Werdegang
Lilitschenko belegte bei den Nordischen Junioren-Skiweltmeisterschaften 1996 in Asiago den 46. Platz über 10 km klassisch und den 11. Rang über 30 km Freistil. Seine besten Platzierungen im folgenden Jahr bei den nordischen Skiweltmeisterschaften in Trondheim waren der 47. Platz in der Verfolgung und der 12. Rang mit der Staffel. Bei den Olympischen Winterspielen 1998 in Nagano lief er auf den 80. Platz über 10 km klassisch, auf den 59. Rang in der Verfolgung und auf den 55. Platz über 50 km Freistil. Zudem errang er dort zusammen mit Pawel Rjabinin, Wladimir Borzow und Andrei Newsorow den 16. Platz in der Staffel. Bei den Winter-Asienspielen 2011 in Almaty nahm er im Ski-Orientierungslauf teil. Dabei holte er die Silbermedaille in der Mitteldistanz.